# Lee Young-pyo
Lee Young-pyo ((이영표?, 李榮杓?); Hongcheon, 23 aprile 1977) è un ex calciatore sudcoreano, di ruolo difensore.

## Caratteristiche tecniche
Lee era un terzino capace di giocare su ambe le fasce, in possesso di una notevole resistenza, velocità, abilità nei dribbling e precisione nei cross. Grazie alla sua duttilità poteva essere impiegato anche come esterno sinistro.
Annoverato tra i migliori terzini asiatici di sempre, era un difensore affidabile e capace di farsi apprezzare in entrambe le fasi del gioco. Martin Jol, suo allenatore ai tempi del Tottenham, lo descrisse una volta come "il miglior terzino sinistro dei Paesi Bassi".

## Carriera
Iniziò la carriera con l'Anyang LG Cheetahs in K-League coreana e quindi trascorse due stagioni al PSV, guadagnandosi grandi lodi da parte dell'allenatore del PSV Guus Hiddink, che aveva già allenato Lee e la Corea del Sud ai Mondiali 2002. Nominato miglior terzino sinistro dell'Eredivisie dopo la stagione 2004-2005, il Tottenham Hotspur lo mise sotto contratto nell'agosto 2005.
Nell'agosto 2006 la Roma provò a comprarlo, ma lui si ritirò all'ultimo minuto per "ragioni personali", individuate dai mass media in motivi religiosi. Il 31 agosto 2006 il giocatore tenne una conferenza stampa in Corea e negò che la religione fosse stata un fattore decisivo nella sua scelta. Disse che andare alla Roma sarebbe stato per lui fonte di grande isolamento dal punto di vista calcistico ma parlò di nuovo di ragioni personali che non volle svelare, nonostante fosse pressato dalle domande di 50 giornalisti. Nelle 3 stagioni al Tottenham collezionò 70 presenze; nel 2008 decise di trasferirsi al Borussia Dortmund, dove collezionò però solo 13 presenze. Nel 2009 è passato alla squadra araba dell'Al-Hilal. Il 6 dicembre 2011 passa ufficialmente al Vancouver Whitecaps.

### Nazionale
Con la maglia della Corea del Sud ha preso parte alle Olimpiadi 2000 a Sydney, ai Mondiali 2002 (quarto posto), alla Coppa d'Asia 2004, ai Mondiali 2006 e alla Coppa d'Asia 2011.

## Statistiche

### Presenze e reti nei club
Statistiche aggiornate al 29 aprile 2011.
| Stag.     | Squadra             | Nazione        | Serie                     | Pres. | Reti |
| --------- | ------------------- | -------------- | ------------------------- | ----- | ---- |
| 2000      | Anyang LG Cheetahs  | Corea del Sud  | K-League                  | 15    | 2    |
| 2001      | Anyang LG Cheetahs  | Corea del Sud  | K-League                  | 29    | 0    |
| 2002      | Anyang LG Cheetahs  | Corea del Sud  | K-League                  | 23    | 1    |
| 2002-2003 | PSV                 | Paesi Bassi    | Eredivisie                | 15    | 0    |
| 2003-2004 | PSV                 | Paesi Bassi    | Eredivisie                | 32    | 0    |
| 2004-2005 | PSV                 | Paesi Bassi    | Eredivisie                | 31    | 1    |
| 2005-2006 | PSV                 | Paesi Bassi    | Eredivisie                | 3     | 0    |
| 2005-2006 | Tottenham           | Inghilterra    | Premier League            | 31    | 0    |
| 2006-2007 | Tottenham           | Inghilterra    | Premier League            | 21    | 0    |
| 2007-2008 | Tottenham           | Inghilterra    | Premier League            | 18    | 0    |
| 2008-2009 | Borussia Dortmund   | Germania       | Bundesliga                | 13    | 0    |
| 2009-2010 | Al-Hilal            | Arabia Saudita | Saudi Professional League | 22    | 0    |
| 2010-2011 | Al-Hilal            | Arabia Saudita | Saudi Professional League | 23    | 0    |
| 2012      | Vancouver Whitecaps | Canada         | Major League Soccer       | 10    | 1    |

### Cronologia presenze e reti in nazionale
| Cronologia completa delle presenze e delle reti in nazionale ― Corea del Sud | Cronologia completa delle presenze e delle reti in nazionale ― Corea del Sud | Cronologia completa delle presenze e delle reti in nazionale ― Corea del Sud | Cronologia completa delle presenze e delle reti in nazionale ― Corea del Sud | Cronologia completa delle presenze e delle reti in nazionale ― Corea del Sud | Cronologia completa delle presenze e delle reti in nazionale ― Corea del Sud | Cronologia completa delle presenze e delle reti in nazionale ― Corea del Sud | Cronologia completa delle presenze e delle reti in nazionale ― Corea del Sud |
| Data                                                                         | Città                                                                        | In casa                                                                      | Risultato                                                                    | Ospiti                                                                       | Competizione                                                                 | Reti                                                                         | Note                                                                         |
| ---------------------------------------------------------------------------- | ---------------------------------------------------------------------------- | ---------------------------------------------------------------------------- | ---------------------------------------------------------------------------- | ---------------------------------------------------------------------------- | ---------------------------------------------------------------------------- | ---------------------------------------------------------------------------- | ---------------------------------------------------------------------------- |
| 12-6-1999                                                                    | Seul                                                                         | Corea del Sud                                                                | 3 – 1                                                                        | Messico                                                                      | 1999 Korea Cup                                                               | -                                                                            | 22’                                                                          |
| 15-6-1999                                                                    | Seul                                                                         | Corea del Sud                                                                | 0 – 0                                                                        | Egitto                                                                       | 1999 Korea Cup                                                               | -                                                                            |                                                                              |
| 19-6-1999                                                                    | Seul                                                                         | Corea del Sud                                                                | 1 – 1                                                                        | Croazia                                                                      | 1999 Korea Cup                                                               | -                                                                            |                                                                              |
| 15-2-2000                                                                    | Los Angeles                                                                  | Canada                                                                       | 0 – 0                                                                        | Corea del Sud                                                                | Gold Cup 2000 - 1º turno                                                     | -                                                                            |                                                                              |
| 17-2-2000                                                                    | Los Angeles                                                                  | Corea del Sud                                                                | 2 – 2                                                                        | Costa Rica                                                                   | Gold Cup 2000 - 1º turno                                                     | -                                                                            |                                                                              |
| 5-4-2000                                                                     | Seul                                                                         | Corea del Sud                                                                | 9 – 0                                                                        | Laos                                                                         | Qual. Coppa d'Asia 2000                                                      | -                                                                            |                                                                              |
| 7-4-2000                                                                     | Seul                                                                         | Corea del Sud                                                                | 6 – 0                                                                        | Mongolia                                                                     | Qual. Coppa d'Asia 2000                                                      | -                                                                            |                                                                              |
| 9-4-2000                                                                     | Seul                                                                         | Corea del Sud                                                                | 4 – 0                                                                        | Birmania                                                                     | Qual. Coppa d'Asia 2000                                                      | -                                                                            |                                                                              |
| 26-4-2000                                                                    | Seul                                                                         | Corea del Sud                                                                | 1 – 0                                                                        | Giappone                                                                     | Amichevole                                                                   | -                                                                            | 71’                                                                          |
| 28-5-2000                                                                    | Seul                                                                         | Corea del Sud                                                                | 0 – 0                                                                        | Jugoslavia                                                                   | Amichevole                                                                   | -                                                                            |                                                                              |
| 30-5-2000                                                                    | Seongnam                                                                     | Corea del Sud                                                                | 0 – 0                                                                        | Jugoslavia                                                                   | Amichevole                                                                   | -                                                                            |                                                                              |
| 7-6-2000                                                                     | Tehran                                                                       | Corea del Sud                                                                | 2 – 1                                                                        | Macedonia                                                                    | Coppa LG                                                                     | -                                                                            | 56’                                                                          |
| 9-6-2000                                                                     | Tehran                                                                       | Corea del Sud                                                                | 1 – 0                                                                        | Egitto                                                                       | Coppa LG                                                                     | -                                                                            |                                                                              |
| 28-7-2000                                                                    | Pechino                                                                      | Cina                                                                         | 0 – 1                                                                        | Corea del Sud                                                                | Korea-China Annual Match                                                     | 1                                                                            | 33’                                                                          |
| 4-10-2000                                                                    | Abu Dhabi                                                                    | Emirati Arabi Uniti                                                          | 1 – 1 dts (3 – 2 dtr)                                                        | Corea del Sud                                                                | Coppa LG                                                                     | 1                                                                            | 45’                                                                          |
| 7-10-2000                                                                    | Abu Dhabi                                                                    | Corea del Sud                                                                | 4 – 2                                                                        | Australia                                                                    | Coppa LG                                                                     | -                                                                            |                                                                              |
| 13-10-2000                                                                   | Tripoli                                                                      | Corea del Sud                                                                | 2 – 2                                                                        | Cina                                                                         | Coppa d'Asia 2000 - 1º turno                                                 | 1                                                                            |                                                                              |
| 16-10-2000                                                                   | Tripoli                                                                      | Corea del Sud                                                                | 0 – 1                                                                        | Kuwait                                                                       | Coppa d'Asia 2000 - 1º turno                                                 | -                                                                            |                                                                              |
| 19-10-2000                                                                   | Tripoli                                                                      | Corea del Sud                                                                | 3 – 0                                                                        | Indonesia                                                                    | Coppa d'Asia 2000 - 1º turno                                                 | -                                                                            |                                                                              |
| 23-10-2000                                                                   | Tripoli                                                                      | Iran                                                                         | 1 – 2 dts                                                                    | Corea del Sud                                                                | Coppa d'Asia 2000 - Quarti di finale                                         | -                                                                            |                                                                              |
| 26-10-2000                                                                   | Beirut                                                                       | Corea del Sud                                                                | 1 – 2                                                                        | Arabia Saudita                                                               | Coppa d'Asia 2000 - Semifinale                                               | -                                                                            | 84’                                                                          |
| 29-10-2000                                                                   | Beirut                                                                       | Cina                                                                         | 0 – 1                                                                        | Corea del Sud                                                                | Coppa d'Asia 2000 - Finale 3º posto                                          | -                                                                            |                                                                              |
| 20-12-2000                                                                   | Tokyo                                                                        | Giappone                                                                     | 1 – 1                                                                        | Corea del Sud                                                                | Amichevole                                                                   | -                                                                            |                                                                              |
| 24-1-2001                                                                    | Hong Kong                                                                    | Corea del Sud                                                                | 2 – 3                                                                        | Norvegia                                                                     | Coppa Carlsberg                                                              | -                                                                            | 45’                                                                          |
| 27-1-2001                                                                    | Hong Kong                                                                    | Paraguay                                                                     | 1 – 1 dts (5 – 6 dtr)                                                        | Corea del Sud                                                                | Coppa Carlsberg                                                              | -                                                                            |                                                                              |
| 11-2-2001                                                                    | Dubai                                                                        | Emirati Arabi Uniti                                                          | 1 – 4                                                                        | Corea del Sud                                                                | 2001 Emirates Cup                                                            | -                                                                            |                                                                              |
| 24-4-2001                                                                    | Il Cairo                                                                     | Corea del Sud                                                                | 1 – 0                                                                        | Iran                                                                         | Coppa LG                                                                     | -                                                                            |                                                                              |
| 26-4-2001                                                                    | Il Cairo                                                                     | Egitto                                                                       | 1 – 2                                                                        | Corea del Sud                                                                | Coppa LG                                                                     | -                                                                            |                                                                              |
| 25-5-2001                                                                    | Suwon                                                                        | Corea del Sud                                                                | 0 – 0                                                                        | Camerun                                                                      | Amichevole                                                                   | -                                                                            |                                                                              |
| 30-5-2001                                                                    | Taegu                                                                        | Francia                                                                      | 5 – 0                                                                        | Corea del Sud                                                                | Conf. Cup 2001 - 1º turno                                                    | -                                                                            | 46’                                                                          |
| 1-6-2001                                                                     | Ulsan                                                                        | Corea del Sud                                                                | 2 – 1                                                                        | Messico                                                                      | Conf. Cup 2001 - 1º turno                                                    | -                                                                            | 69’                                                                          |
| 3-6-2001                                                                     | Suwon                                                                        | Corea del Sud                                                                | 1 – 0                                                                        | Australia                                                                    | Conf. Cup 2001 - 1º turno                                                    | -                                                                            |                                                                              |
| 15-8-2001                                                                    | Brno                                                                         | Rep. Ceca                                                                    | 5 – 0                                                                        | Corea del Sud                                                                | Amichevole                                                                   | -                                                                            |                                                                              |
| 8-11-2001                                                                    | Jeonju                                                                       | Corea del Sud                                                                | 0 – 1                                                                        | Senegal                                                                      | Amichevole                                                                   | -                                                                            |                                                                              |
| 10-11-2001                                                                   | Seul                                                                         | Corea del Sud                                                                | 2 – 0                                                                        | Croazia                                                                      | Amichevole                                                                   | -                                                                            |                                                                              |
| 13-11-2001                                                                   | Gwangju                                                                      | Corea del Sud                                                                | 1 – 1                                                                        | Croazia                                                                      | Amichevole                                                                   | -                                                                            |                                                                              |
| 9-12-2001                                                                    | Seogwipo                                                                     | Corea del Sud                                                                | 1 – 0                                                                        | Stati Uniti                                                                  | Amichevole                                                                   | -                                                                            | 54’                                                                          |
| 19-1-2002                                                                    | Pasadena                                                                     | Stati Uniti                                                                  | 2 – 1                                                                        | Corea del Sud                                                                | Gold Cup 2002 - 1º turno                                                     | -                                                                            | 71’                                                                          |
| 23-1-2002                                                                    | Pasadena                                                                     | Corea del Sud                                                                | 0 – 0                                                                        | Cuba                                                                         | Gold Cup 2002 - 1º turno                                                     | -                                                                            |                                                                              |
| 27-1-2002                                                                    | Pasadena                                                                     | Messico                                                                      | 0 – 0 dts (2 – 4 dtr)                                                        | Corea del Sud                                                                | Gold Cup 2002 - Quarti di finale                                             | -                                                                            | 95’                                                                          |
| 30-1-2002                                                                    | Pasadena                                                                     | Costa Rica                                                                   | 3 – 1                                                                        | Corea del Sud                                                                | Gold Cup 2002 - Semifinale                                                   | -                                                                            |                                                                              |
| 2-2-2002                                                                     | Pasadena                                                                     | Corea del Sud                                                                | 1 – 2                                                                        | Canada                                                                       | Gold Cup 2002 - Finale 3º posto                                              | -                                                                            | 81’                                                                          |
| 13-2-2002                                                                    | Montevideo                                                                   | Uruguay                                                                      | 2 – 1                                                                        | Corea del Sud                                                                | Amichevole                                                                   | -                                                                            |                                                                              |
| 13-3-2002                                                                    | Tunisi                                                                       | Tunisia                                                                      | 0 – 0                                                                        | Corea del Sud                                                                | Amichevole                                                                   | -                                                                            |                                                                              |
| 20-3-2002                                                                    | Cartagena                                                                    | Finlandia                                                                    | 0 – 2                                                                        | Corea del Sud                                                                | Amichevole                                                                   | -                                                                            |                                                                              |
| 26-3-2002                                                                    | Bochum                                                                       | Corea del Sud                                                                | 0 – 0                                                                        | Turchia                                                                      | Amichevole                                                                   | -                                                                            |                                                                              |
| 20-4-2002                                                                    | Taegu                                                                        | Corea del Sud                                                                | 2 – 0                                                                        | Costa Rica                                                                   | Amichevole                                                                   | -                                                                            |                                                                              |
| 27-4-2002                                                                    | Incheon                                                                      | Corea del Sud                                                                | 0 – 0                                                                        | Cina                                                                         | Amichevole                                                                   | -                                                                            | 62’                                                                          |
| 16-5-2002                                                                    | Pusan                                                                        | Corea del Sud                                                                | 4 – 1                                                                        | Scozia                                                                       | Amichevole                                                                   | -                                                                            |                                                                              |
| 21-5-2002                                                                    | Seogwipo                                                                     | Corea del Sud                                                                | 1 – 1                                                                        | Inghilterra                                                                  | Amichevole                                                                   | -                                                                            |                                                                              |
| 26-5-2002                                                                    | Suwon                                                                        | Corea del Sud                                                                | 2 – 3                                                                        | Francia                                                                      | Amichevole                                                                   | -                                                                            | 67’                                                                          |
| 14-6-2002                                                                    | Incheon                                                                      | Portogallo                                                                   | 0 – 1                                                                        | Corea del Sud                                                                | Mondiali 2002 - 1º turno                                                     | -                                                                            |                                                                              |
| 18-6-2002                                                                    | Daejeon                                                                      | Corea del Sud                                                                | 2 – 1 gg                                                                     | Italia                                                                       | Mondiali 2002 - Ottavi di finale                                             | -                                                                            |                                                                              |
| 22-6-2002                                                                    | Gwangju                                                                      | Spagna                                                                       | 0 – 0 dts (3 – 5 dtr)                                                        | Corea del Sud                                                                | Mondiali 2002 - Quarti di finale                                             | -                                                                            |                                                                              |
| 25-6-2002                                                                    | Seul                                                                         | Germania                                                                     | 1 – 0                                                                        | Corea del Sud                                                                | Mondiali 2002 - Semifinale                                                   | -                                                                            |                                                                              |
| 29-6-2002                                                                    | Taegu                                                                        | Corea del Sud                                                                | 2 – 3                                                                        | Turchia                                                                      | Mondiali 2002 - Finale 3º posto                                              | -                                                                            |                                                                              |
| 20-11-2002                                                                   | Seul                                                                         | Corea del Sud                                                                | 2 – 3                                                                        | Brasile                                                                      | Amichevole                                                                   | -                                                                            | 85’                                                                          |
| 29-3-2003                                                                    | Pusan                                                                        | Corea del Sud                                                                | 0 – 0                                                                        | Colombia                                                                     | Amichevole                                                                   | -                                                                            |                                                                              |
| 8-6-2003                                                                     | Seul                                                                         | Corea del Sud                                                                | 0 – 2                                                                        | Uruguay                                                                      | Amichevole                                                                   | -                                                                            | 46’                                                                          |
| 11-6-2003                                                                    | Seul                                                                         | Corea del Sud                                                                | 0 – 1                                                                        | Argentina                                                                    | Amichevole                                                                   | -                                                                            |                                                                              |
| 18-11-2003                                                                   | Seul                                                                         | Corea del Sud                                                                | 0 – 1                                                                        | Bulgaria                                                                     | Amichevole                                                                   | -                                                                            | 87’                                                                          |
| 18-2-2004                                                                    | Suwon                                                                        | Corea del Sud                                                                | 2 – 0                                                                        | Libano                                                                       | Qual. Mondiali 2006                                                          | -                                                                            |                                                                              |
| 31-3-2004                                                                    | Malé                                                                         | Maldive                                                                      | 0 – 0                                                                        | Corea del Sud                                                                | Qual. Mondiali 2006                                                          | -                                                                            |                                                                              |
| 28-4-2004                                                                    | Incheon                                                                      | Corea del Sud                                                                | 0 – 0                                                                        | Paraguay                                                                     | Amichevole                                                                   | -                                                                            |                                                                              |
| 10-7-2004                                                                    | Gwangju                                                                      | Corea del Sud                                                                | 2 – 0                                                                        | Bahrein                                                                      | Amichevole                                                                   | -                                                                            | 82’                                                                          |
| 14-7-2004                                                                    | Seul                                                                         | Corea del Sud                                                                | 1 – 1                                                                        | Trinidad e Tobago                                                            | Amichevole                                                                   | -                                                                            | 74’                                                                          |
| 19-7-2004                                                                    | Jinan                                                                        | Corea del Sud                                                                | 0 – 0                                                                        | Giordania                                                                    | Coppa d'Asia 2004 - 1º turno                                                 | -                                                                            |                                                                              |
| 23-7-2004                                                                    | Jinan                                                                        | Emirati Arabi Uniti                                                          | 0 – 2                                                                        | Corea del Sud                                                                | Coppa d'Asia 2004 - 1º turno                                                 | -                                                                            |                                                                              |
| 27-7-2004                                                                    | Jinan                                                                        | Corea del Sud                                                                | 4 – 0                                                                        | Kuwait                                                                       | Coppa d'Asia 2004 - 1º turno                                                 | -                                                                            |                                                                              |
| 31-7-2004                                                                    | Jinan                                                                        | Corea del Sud                                                                | 3 – 4                                                                        | Iran                                                                         | Coppa d'Asia 2004 - Quarti di finale                                         | -                                                                            |                                                                              |
| 8-9-2004                                                                     | Ho Chi Minh                                                                  | Vietnam                                                                      | 1 – 2                                                                        | Corea del Sud                                                                | Qual. Mondiali 2006                                                          | -                                                                            |                                                                              |
| 13-10-2004                                                                   | Beirut                                                                       | Libano                                                                       | 1 – 1                                                                        | Corea del Sud                                                                | Qual. Mondiali 2006                                                          | -                                                                            | 75’                                                                          |
| 17-11-2004                                                                   | Seul                                                                         | Corea del Sud                                                                | 2 – 0                                                                        | Maldive                                                                      | Qual. Mondiali 2006                                                          | -                                                                            |                                                                              |
| 9-2-2005                                                                     | Seul                                                                         | Corea del Sud                                                                | 2 – 0                                                                        | Kuwait                                                                       | Qual. Mondiali 2006                                                          | 1                                                                            |                                                                              |
| 25-3-2005                                                                    | Dammam                                                                       | Arabia Saudita                                                               | 2 – 0                                                                        | Corea del Sud                                                                | Qual. Mondiali 2006                                                          | -                                                                            |                                                                              |
| 30-3-2005                                                                    | Seul                                                                         | Corea del Sud                                                                | 2 – 1                                                                        | Uzbekistan                                                                   | Qual. Mondiali 2006                                                          | 1                                                                            |                                                                              |
| 3-6-2005                                                                     | Tashkent                                                                     | Uzbekistan                                                                   | 1 – 1                                                                        | Corea del Sud                                                                | Qual. Mondiali 2006                                                          | -                                                                            |                                                                              |
| 8-6-2005                                                                     | Madinat al-Kuwait                                                            | Kuwait                                                                       | 0 – 4                                                                        | Corea del Sud                                                                | Qual. Mondiali 2006                                                          | -                                                                            |                                                                              |
| 17-8-2005                                                                    | Seul                                                                         | Corea del Sud                                                                | 0 – 1                                                                        | Arabia Saudita                                                               | Qual. Mondiali 2006                                                          | -                                                                            |                                                                              |
| 12-11-2005                                                                   | Seul                                                                         | Corea del Sud                                                                | 2 – 2                                                                        | Svezia                                                                       | Amichevole                                                                   | -                                                                            |                                                                              |
| 16-11-2005                                                                   | Seul                                                                         | Corea del Sud                                                                | 2 – 0                                                                        | Serbia e Montenegro                                                          | Amichevole                                                                   | -                                                                            |                                                                              |
| 1-3-2006                                                                     | Seul                                                                         | Corea del Sud                                                                | 1 – 0                                                                        | Angola                                                                       | Amichevole                                                                   | -                                                                            |                                                                              |
| 26-5-2006                                                                    | Seul                                                                         | Corea del Sud                                                                | 2 – 0                                                                        | Bosnia ed Erzegovina                                                         | Amichevole                                                                   | -                                                                            |                                                                              |
| 1-6-2006                                                                     | Oslo                                                                         | Norvegia                                                                     | 0 – 0                                                                        | Corea del Sud                                                                | Amichevole                                                                   | -                                                                            |                                                                              |
| 4-6-2006                                                                     | Edimburgo                                                                    | Ghana                                                                        | 3 – 1                                                                        | Corea del Sud                                                                | Amichevole                                                                   | -                                                                            |                                                                              |
| 13-6-2006                                                                    | Francoforte                                                                  | Corea del Sud                                                                | 2 – 1                                                                        | Togo                                                                         | Mondiali 2006 - 1º turno                                                     | -                                                                            |                                                                              |
| 18-6-2006                                                                    | Lipsia                                                                       | Francia                                                                      | 1 – 1                                                                        | Corea del Sud                                                                | Mondiali 2006 - 1º turno                                                     | -                                                                            |                                                                              |
| 23-6-2006                                                                    | Hannover                                                                     | Svizzera                                                                     | 2 – 0                                                                        | Corea del Sud                                                                | Mondiali 2006 - 1º turno                                                     | -                                                                            | 63’                                                                          |
| 2-9-2006                                                                     | Seul                                                                         | Corea del Sud                                                                | 1 – 1                                                                        | Iran                                                                         | Qual. Coppa d'Asia 2007                                                      | -                                                                            |                                                                              |
| 6-9-2006                                                                     | Suwon                                                                        | Corea del Sud                                                                | 8 – 0                                                                        | Taipei cinese                                                                | Qual. Coppa d'Asia 2007                                                      | -                                                                            | 55’                                                                          |
| 11-10-2006                                                                   | Seul                                                                         | Corea del Sud                                                                | 1 – 1                                                                        | Siria                                                                        | Qual. Coppa d'Asia 2007                                                      | -                                                                            |                                                                              |
| 6-2-2007                                                                     | Londra                                                                       | Grecia                                                                       | 0 – 1                                                                        | Corea del Sud                                                                | Amichevole                                                                   | -                                                                            | 46’                                                                          |
| 24-3-2007                                                                    | Seul                                                                         | Corea del Sud                                                                | 0 – 2                                                                        | Uruguay                                                                      | Amichevole                                                                   | -                                                                            | 46’                                                                          |
| 6-2-2008                                                                     | Seul                                                                         | Corea del Sud                                                                | 4 – 0                                                                        | Turkmenistan                                                                 | Qual. Mondiali 2010                                                          | -                                                                            |                                                                              |
| 26-3-2008                                                                    | Shanghai                                                                     | Corea del Nord                                                               | 0 – 0                                                                        | Corea del Sud                                                                | Qual. Mondiali 2010                                                          | -                                                                            |                                                                              |
| 31-5-2008                                                                    | Seul                                                                         | Corea del Sud                                                                | 2 – 2                                                                        | Giordania                                                                    | Qual. Mondiali 2010                                                          | -                                                                            |                                                                              |
| 7-6-2008                                                                     | Amman                                                                        | Giordania                                                                    | 2 – 2                                                                        | Corea del Sud                                                                | Qual. Mondiali 2010                                                          | -                                                                            | 68’                                                                          |
| 11-10-2008                                                                   | Suwon                                                                        | Corea del Sud                                                                | 3 – 0                                                                        | Uzbekistan                                                                   | Amichevole                                                                   | -                                                                            | 65’                                                                          |
| 15-10-2008                                                                   | Seul                                                                         | Corea del Sud                                                                | 4 – 1                                                                        | Emirati Arabi Uniti                                                          | Qual. Mondiali 2010                                                          | -                                                                            |                                                                              |
| 19-11-2008                                                                   | Riyad                                                                        | Arabia Saudita                                                               | 0 – 2                                                                        | Corea del Sud                                                                | Qual. Mondiali 2010                                                          | -                                                                            | 82’                                                                          |
| 11-2-2009                                                                    | Tehran                                                                       | Iran                                                                         | 1 – 1                                                                        | Corea del Sud                                                                | Qual. Mondiali 2010                                                          | -                                                                            | 70’                                                                          |
| 28-3-2009                                                                    | Suwon                                                                        | Corea del Sud                                                                | 2 – 1                                                                        | Iraq                                                                         | Amichevole                                                                   | -                                                                            | 46’                                                                          |
| 1-4-2009                                                                     | Seul                                                                         | Corea del Sud                                                                | 1 – 0                                                                        | Corea del Nord                                                               | Qual. Mondiali 2010                                                          | -                                                                            | 59’                                                                          |
| 6-6-2009                                                                     | Dubai                                                                        | Emirati Arabi Uniti                                                          | 0 – 2                                                                        | Corea del Sud                                                                | Qual. Mondiali 2010                                                          | -                                                                            | 45’ 59’                                                                      |
| 17-6-2009                                                                    | Seul                                                                         | Corea del Sud                                                                | 1 – 1                                                                        | Iran                                                                         | Qual. Mondiali 2010                                                          | -                                                                            | 70’                                                                          |
| 12-8-2009                                                                    | Seul                                                                         | Corea del Sud                                                                | 1 – 0                                                                        | Paraguay                                                                     | Amichevole                                                                   | -                                                                            |                                                                              |
| 5-9-2009                                                                     | Seul                                                                         | Corea del Sud                                                                | 3 – 1                                                                        | Australia                                                                    | Amichevole                                                                   | -                                                                            |                                                                              |
| 14-10-2009                                                                   | Seul                                                                         | Corea del Sud                                                                | 2 – 0                                                                        | Senegal                                                                      | Amichevole                                                                   | -                                                                            |                                                                              |
| 14-11-2009                                                                   | Esbjerg                                                                      | Danimarca                                                                    | 0 – 0                                                                        | Corea del Sud                                                                | Amichevole                                                                   | -                                                                            |                                                                              |
| 18-11-2009                                                                   | Londra                                                                       | Corea del Sud                                                                | 0 – 1                                                                        | Serbia                                                                       | Amichevole                                                                   | -                                                                            |                                                                              |
| 3-3-2010                                                                     | Londra                                                                       | Costa d'Avorio                                                               | 0 – 2                                                                        | Corea del Sud                                                                | Amichevole                                                                   | -                                                                            |                                                                              |
| 30-5-2010                                                                    | Kufstein                                                                     | Bielorussia                                                                  | 1 – 0                                                                        | Corea del Sud                                                                | Amichevole                                                                   | -                                                                            |                                                                              |
| 3-6-2010                                                                     | Innsbruck                                                                    | Spagna                                                                       | 1 – 0                                                                        | Corea del Sud                                                                | Amichevole                                                                   | -                                                                            |                                                                              |
| 12-6-2010                                                                    | Port Elizabeth                                                               | Corea del Sud                                                                | 2 – 0                                                                        | Grecia                                                                       | Mondiali 2010 - 1º turno                                                     | -                                                                            |                                                                              |
| 17-6-2010                                                                    | Johannesburg                                                                 | Argentina                                                                    | 4 – 1                                                                        | Corea del Sud                                                                | Mondiali 2010 - 1º turno                                                     | -                                                                            |                                                                              |
| 22-6-2010                                                                    | Durban                                                                       | Nigeria                                                                      | 2 – 2                                                                        | Corea del Sud                                                                | Mondiali 2010 - 1º turno                                                     | -                                                                            |                                                                              |
| 26-6-2010                                                                    | Port Elizabeth                                                               | Uruguay                                                                      | 2 – 1                                                                        | Corea del Sud                                                                | Mondiali 2010 - Ottavi di finale                                             | -                                                                            |                                                                              |
| 11-8-2010                                                                    | Suwon                                                                        | Corea del Sud                                                                | 2 – 1                                                                        | Nigeria                                                                      | Amichevole                                                                   | -                                                                            |                                                                              |
| 7-9-2010                                                                     | Seul                                                                         | Corea del Sud                                                                | 0 – 1                                                                        | Iran                                                                         | Amichevole                                                                   | -                                                                            |                                                                              |
| 12-10-2010                                                                   | Seul                                                                         | Corea del Sud                                                                | 0 – 0                                                                        | Giappone                                                                     | Amichevole                                                                   | -                                                                            |                                                                              |
| 30-12-2010                                                                   | Abu Dhabi                                                                    | Siria                                                                        | 0 – 1                                                                        | Corea del Sud                                                                | Amichevole                                                                   | -                                                                            | 36’                                                                          |
| 10-1-2011                                                                    | Doha                                                                         | Corea del Sud                                                                | 1 – 1                                                                        | Bahrein                                                                      | Coppa d'Asia 2011 - 1º turno                                                 | -                                                                            |                                                                              |
| 14-1-2011                                                                    | Doha                                                                         | Australia                                                                    | 1 – 1                                                                        | Corea del Sud                                                                | Coppa d'Asia 2011 - 1º turno                                                 | -                                                                            |                                                                              |
| 18-1-2011                                                                    | Doha                                                                         | Corea del Sud                                                                | 4 – 1                                                                        | India                                                                        | Coppa d'Asia 2011 - 1º turno                                                 | -                                                                            |                                                                              |
| 21-1-2011                                                                    | Doha                                                                         | Iran                                                                         | 0 – 1 dts                                                                    | Corea del Sud                                                                | Coppa d'Asia 2011 - Quarti di finale                                         | -                                                                            |                                                                              |
| 25-1-2011                                                                    | Doha                                                                         | Giappone                                                                     | 2 – 2 dts (3 – 0 dtr)                                                        | Corea del Sud                                                                | Coppa d'Asia 2011 - Semifinale                                               | -                                                                            |                                                                              |
| 28-1-2011                                                                    | Doha                                                                         | Uzbekistan                                                                   | 2 – 3                                                                        | Corea del Sud                                                                | Coppa d'Asia 2011 - Finale 3º posto                                          | -                                                                            | 93’                                                                          |
| Totale                                                                       |                                                                              | Presenze                                                                     | 127                                                                          |                                                                              | Reti                                                                         | 5                                                                            |                                                                              |

## Palmarès

### Club
- K-League: 1

Anyang LG Cheetahs: 2000
- Campionato olandese: 1

PSV Eindhoven: 2002-2003
- Supercoppa dei Paesi Bassi: 1

PSV Eindhoven: 2003
- Coppa di Lega inglese: 1

Tottenham: 2007-2008

### Nazionale
- Giochi asiatici: 1

2002

## Vita privata
È un fervente cattolico cristiano, cui si è convertito dal Buddhismo.